# Gustaf Trolle
Gustaf Eriksson Trolle (september 1488 – sommeren 1535 på Gottorp Slot) var en svensk ærkebiskop og derefter kortvarigt dansk biskop.
Han var søn af Erik Arvidsson Trolle. Efter et par års studier i Köln og Rom udnævntes Trolle 1513 til domprovst i Linköping, og et år senere til ærkebiskop. Præcis som sine forgængere begyndte han at arbejde for en unionsvenlig politik, og bakkede op om rigsrådet. Allerede i 1515 kom han i konflikt med rigsforstanderen Sten Sture den yngre. Trods forsoningsforsøg lod Sten Sture i efteråret 1516 Trolles borg Almarestäket belejre, og efter at han havde indtaget den 1517 blev Trolle taget til fange og afsat. Borgen Stäket blev efter en rigsdagsbeslutning nedrevet; dokumentet herom blev senere anvendt som bevismateriale ved Det Stockholmske Blodbad.
Da senere Sten Sture var død, og Danmarks konge Christian 2. havde indtaget Sverige i efteråret 1520, lod denne Trolle genindtræde som ærkebiskop. Efter kong Christians kroning i Stockholm afsluttedes festlighederne med Det Stockholmske Blodbad, hvor Gustaf Trolle kom til at spille en omstridt rolle, bl.a. anvendte kongen Trolles krav på skadeserstatning til at brændemærke Trolles modstandere som kættere og henrette dem. Allerede 1521 blev Trolle imidlertid tvunget til at flygte til Danmark efter et antal oprør i Småland og Dalarna. Han blev i Danmark og fortsatte sin støtte til Christian. 1534 blev han biskop i Odense, men såredes dødeligt det følgende år i slaget ved Øksnebjerg på Fyn.
Litterært er hans dødskamp efter Slaget ved Øksnebjerg skildret af Johannes V. Jensen i romanen Kongens Fald.